# Madascincus arenicola
Madascincus arenicola là một loài thằn lằn trong họ Scincidae. Loài này được Miralles, Glaw & Vences mô tả khoa học đầu tiên năm 2011.